# Clypeodytes weberi
Clypeodytes weberi är en skalbaggsart som beskrevs av Olof Biström 1988. Clypeodytes weberi ingår i släktet Clypeodytes och familjen dykare. Inga underarter finns listade i Catalogue of Life.